# گونتر بیر
گونتر بیر (آلمانی: Günter Beier؛ زادهٔ ۲ مارس ۱۹۴۲) ژیمناست هنری اهل آلمان بود.
وی در مسابقات کشوری و بین‌المللی در مجموع برندهٔ ۱ مدال برنز شده‌است.